# 가미이데촌
가미이데촌(일본어: 上井出村)은 일본 시즈오카현 동부, 후지군에 속해있던 촌이다. 현재의 후지노미야시 북단부,  아사기리 고원 일대에 해당한다.

## 역사
- 1889년 4월 1일 - 정촌제 시행에 의해 후지군 가미이데촌이 성립하였다.
- 1958년 4월 1일 - 후지노미야시에 편입해, 동일 가미이데촌은 폐지되었다.

## 교통

### 도로
- 국도 제139호선

## 참고 문헌
- 角川日本地名大辞典編纂委員会,『角川日本地名大辞典 22 静岡県』, 角川書店, 1978年, ISBN 4040012208